# Schlittenhunderennen

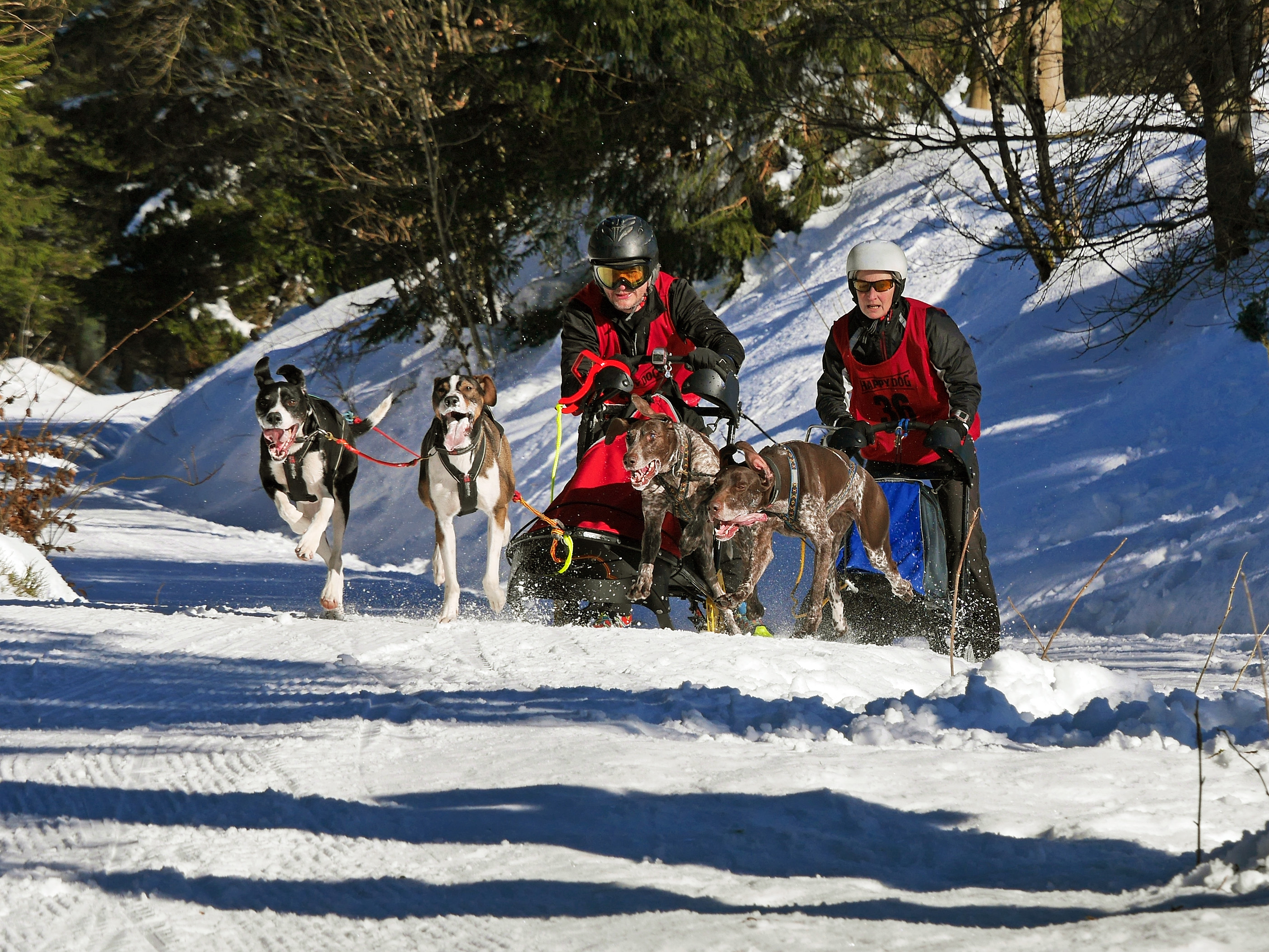
Schlittenhunderennen in Frauenwald (Februar 2015)

Schlittenhunderennen sind das hauptsächliche sportliche Betätigungsfeld der Schlittenhunde. Es gibt Rennen über kurze Distanzen zum Teil mit zwei Läufen und Langstreckenrennen, bei denen die Herausforderung für Musher und Gespann im Überwinden großer Distanzen unter widrigen Bedingungen liegt. Als Prototyp eines solchen Schlittenhunderennens gilt nach wie vor das Iditarod Sled Dog Race von Anchorage nach Nome im Gedenken an die Hundeschlittenstaffeln auf dem Iditarod Trail. Die Entfernung beträgt offiziell 1049 Meilen. Aber auch als Hundegespanne noch im großen Stil im Arbeitseinsatz waren gab es Rennen. Die Völker, die Schlittenhunde verwenden, haben sicher auch früher Rennen ausgetragen. Die All Alaska Sweepstakes waren Hundeschlittenrennen im Alaska der Zeit des Goldrausches, bei denen es zum Teil um erhebliche Wettgelder ging.
Die Organisation der kürzeren Rennen liegt bei den Schlittenhundesportverbänden bzw. deren Mitgliedsvereinen in  den einzelnen Ländern. Die Vorschriften regeln je nach Verband, welche Schlittenhunde teilnehmen dürfen, welche Klassen (hinsichtlich der Zahl der Hunde im Gespann) es gibt und welche Distanzen bestritten werden.
Die Teilnahme an Rennen erfordert ein zuverlässiges Hundeteam, insbesondere auf Langstrecken. Je nach Anforderungen des Rennens werden andere Hundeschlitten verwandt. Auf Langstreckenrennen ist weiterhin der Transport von Ausrüstung für Biwaks, von Hundefutter und Booties notwendig.

## Etappen- und Langstreckenrennen weltweit
- Alpentrail, Schweiz/Italien
- La Grande Odyssée, Alpen
- Beringia, Russland
- Femund, Norwegen
- Finnmarksløpet, Norwegen
- Iditarod, USA
- Pirena, Spanien/Frankreich
- Yukon Quest, USA/Kanada
- Trans Thüringia, Thüringer Wald, Deutschland